# リシャールのパラドックス
リシャールのパラドックス（リシャールの逆説、Richard's paradox）はパラドックスのひとつ。
0から1までの実数をひとつ明確に定義する日本語の文をリシャール文と呼ぶことにし、このようなリシャール文を全て並べることを考える。
日本語の文字種は明らかに有限であるから、有限のあらゆる正の自然数 n に対して、字数 n のリシャール文は高々有限個(しばしば 0 個)存在する。
よって、リシャール文をその字数の順に、字数が同じもの同士は辞書順に並べることにすれば、あらゆるリシャール文を一列に並べて、自然数で番号付けができるはずである。
さて、次の文によってある実数を定義する:
整数部分を 0 とし、小数第 n 位の数を、第 n 番目のリシャール文によって定義される実数の小数第 n 位の数が 0 であれば 1、そうでなければ 0 、として定義される実数
この文は 0 から 1 までの実数をひとつ明確に定義しているのでリシャール文のひとつである。
このリシャール文の番号を Q とすると、この文によって定義される実数の小数第 Q 位の数は第 Q 番目のリシャール文によって定義される実数の小数第 Q 位の数、つまり自分自身と異なっていなければならない。
これは矛盾である。
なお 誤ってベリーのパラドックスがリシャールのパラドックスとして紹介されることがある。

## パラドックスの回避
現在で集合論の公理系として最も広く用いられているZFCでは、「実数を明確に定義する日本語の文」といった概念は数式（論理式）によって表現できない、という理由で回避（取り扱わない）している。

## パラドックスの源泉
リシャールが構成しようとする数をリシャール数Rと呼ぶと、この数を構成するための操作的定義のうちにリシャール文によって順序付けた実数の集合全体が暗黙のうちに含まれていると考えられる（循環定義）。
今、リシャール文によって順序付けた実数の集合全体をE1とする。仮に、E1全体が予め確定されていなければ、Rは構成されない。一方、Rが構成されるならば、E1全体にRが属することはなく（何故ならば、RはE1全体に操作を加えて作られる新たな実数であるから）、E1にRを加えた実数の集合E2に属することとなる。しかし、実数の集合E2に対して、再度リシャール数を構成することができる。それをR’とすると、RとR’は一致しない。R’は実数の集合E2にR’を加えたE3に属する‥（以下、同様）。つまり、リシャール数はある外延が確定された任意の実数の集合Enに対して常に構成可能である。